# Полковник Шабер (фільм, 1994)
«Полковник Шабе́р» (фр. Le Colonel Chabert) — французька історична драма, поставлена режисером Івом Анжело у 1994 році за однойменним романом Оноре де Бальзака. Фільм було номіновано у 6-ти категоріях на здобуття кінопремії «Сезар» 1995 року .

## Сюжет
Париж, 1818 рік. Минуло три роки з моменту падіння імперії. До адвоката Дервіля (Фабріс Лукіні) приходить погано одягнений старий, який запевняє, що він — полковник Шабер (Жерар Депардьє). Проте полковник Шабер вважається загиблим 1807 року у битві, перемога в якій була здобута завдяки його зусиллям.
Старий розповідає, що його визнали загиблим і хотіли поховати разом з іншими убитими, проте він вижив і одужав від поранень. Повернувшись через кілька років до Франції, він виявив, що його дружина (яку він колись викупив з борделю), вважаючи його загиблим, одружилася з титулованим і заможним чоловіком і, не бажаючи втрачати свого положення, відмовляється визнавати чоловіком того, що повернувся. В результаті полковник Шабер вимушений жити у злиднях.
Адвокат пропонує свою допомогу, але, з благородних мотивів, полковник відмовляється. Проте втручаються обставини — новому чоловікові пані Шабер необхідно звільнитися від шлюбних обов'язків, щоб стати пером Франції. А в результаті повернення колишнього чоловіка новий шлюб вважається недійсним…

## У ролях
| Жерар Депардьє  | ···· | Шабер, полковник |
| Фанні Ардан     | ···· | графиня Ферро    |
| Фабріс Лукіні   | ···· | Дервіль, адвокат |
| Андре Дюссольє  | ···· | граф Ферро       |
| Даніель Прево   | ···· | Букар            |
| Олів'є Саладен  | ···· | Юр               |
| Максим Леру     | ···· | Ґодешаль         |
| Ерік Ельмосніно | ···· | Десрош           |
| Гійом Ромен     | ···· | Сімонен          |
| Патрік Бордьє   | ···· | Бутін            |
| Клод Ріш        | ···· | Шамблен          |
| Жан Космо       | ···· | Костаз           |
| Жулі Депардьє   | ···· | Матильда         |

## Місця зйомок
- Палац Шан-сюр-Марн (французький департамент Сена і Марна)[4]
- Замок Бізі в комуні Вернон став місцем зйомок окремих сцен картини.

## Визнання
| Нагороди та номінації фільму «Полковник Шабер» | Нагороди та номінації фільму «Полковник Шабер»    | Нагороди та номінації фільму «Полковник Шабер» | Нагороди та номінації фільму «Полковник Шабер» | Нагороди та номінації фільму «Полковник Шабер» | Нагороди та номінації фільму «Полковник Шабер» |
| Рік                                            | Кінофестиваль/кінопремія                          | Категорія/нагорода                             | Номінант                                       | Результат                                      | Результат                                      |
| ---------------------------------------------- | ------------------------------------------------- | ---------------------------------------------- | ---------------------------------------------- | ---------------------------------------------- | ---------------------------------------------- |
| 1994                                           | Каїрський міжнародний кінофестиваль               | Золота піраміда                                | Ів Анжело                                      | Перемога                                       |                                                |
| 1995                                           | Премія Сезар                                      | Найкращий актор                                | Жерар Депардьє                                 | Номінація                                      |                                                |
| 1995                                           | Премія Сезар                                      | Найкращий актор другого плану                  | Фабріс Лукіні                                  | Номінація                                      |                                                |
| 1995                                           | Премія Сезар                                      | Найкращий дебютний фільм                       | Ів Анжело                                      | Номінація                                      |                                                |
| 1995                                           | Премія Сезар                                      | Найкраща операторська робота                   | Бернар Лютік                                   | Номінація                                      |                                                |
| 1995                                           | Премія Сезар                                      | Найкращі декорації                             | Бернар Візат                                   | Номінація                                      |                                                |
| 1995                                           | Премія Сезар                                      | Найкращий дизайн костюмів                      | Франка Скуарчапіно                             | Номінація                                      |                                                |
| 1900                                           | Італійський національний синдикат кіножурналістів | Срібна стрічка за найкращий дизайн костюмів    | Франка Скуарчапіно                             | Перемога                                       |                                                |